# Tom Rosenthal (musicien)
Pour les articles homonymes, voir Tom Rosenthal.
Tom Rosenthal, aussi connu sous le pseudonyme d'Edith Whiskers (pour ses reprises), est un musicien et auteur-compositeur-interprète anglais, né à Londres le 26 août 1986.

## Biographie

### Carrière

#### Internet
C’est sur la toile que Tom Rosenthal a fait connaître son talent. Tom Rosenthal est actif sur Internet depuis 2005. Ses clips musicaux ont récolté  plus de 22 millions de vues sur YouTube, tandis que ses sons ont été joués plus de 55 millions de fois sur son compte Spotify,. Le musicien a été approché par des maisons de disque mais cela n’intéresse pas Tom Rosenthal : « Pourquoi je changerais tout pour toucher 20% de l’argent quand je touche déjà 80%. […] Si tu veux être le prochain Ed Sheeran, cela peut être bénéfique. Mais ce n’est pas mon cas. » Le succès de Tom Rosenthal repose essentiellement sur ce vaste espace, où il poste également du contenu et entretient un lien fort avec ses fans, que ce soit à travers sa musique que d’autres pans de sa créativité. Comme il l’a expliqué au Guardian : « Cette année, j’ai envoyé des milliers de notes personnalisés. Ce n’a rien à voir avec l’écriture de chanson, mais cela te connecte avec les gens d’une façon (espérons-le) adorable. Si tu construis les fondations d’une maison solide, cette dernière est difficile à démolir. »
Il livre notamment ses créations et ses performances sur sa chaîne YouTube. Le 25 mai 2017 il décide de publier en un clip vidéo géant et en full-stream son album Fenn. Son album Z-sides, a été révélé de la même façon le 25 octobre 2018. Du 10 mars 2016 au 19 avril 2016, Tom Rosenthal a publié une vingtaine de vlogs dans lequel il partage son quotidien personnel et artistique. Il en commence une seconde série le 13 août 2017 pour l’achever le 29 décembre de la même année.
Ses clips musicaux A Thousand Years, As Luck Would Have It, I Like it When You're Gone, Lead Me To You, et Fenn font partie du Vimeo Staff Picks,,,,. La vidéo de la chanson Watermelon a intégré la liste du Top 30 des vidéos musicales de 2014 établie par The Huffington Post.

#### Publicité
Le travail de Tom Rosenthal a déjà servi dans la publicité. Il a déjà composé des sons originaux pour Skipton Building Society, ou pour l’édition 2016 Dryathlon (défi sans alcool lancé par le Cancer Research UK au Royaume-Uni). Nombreux de ses titres ont accompagné des spots publicitaires. Woes a servi d’identité musicale à la campagne internationale de Castello Cheese. As Luck Would Have It et Be Good ont été joués dans des spots pour la marque de vêtements suédoise Fjällräven.

### Vie privée
Tom Rosenthal a effectué des études d’anthropologie à l’université de Durham. Il vit actuellement à Londres, en compagnie de Bella Pace, peintre d’enseignes et mère de ses deux enfants Bess (Bolu) et Fenn. Les filles de Tom Rosenthal font souvent leur apparition sur son compte Instagram, mais inspirent également sa musique. Ses albums Bolu et Fenn ont été tous deux nommés d’après elles.

## Style musical
La musique de Tom Rosenthal est souvent associé à de l’indie pop, bien que beaucoup de journaux et sites spécialisés musique décrivent son style comme unique, voire un « ovni. »
Beaucoup de ses compositions portent sur des événements controversés de l’actualité. Son titre I’m Yohan Blake aborde par exemple la carrière athlétique de Yohan Blake face à son adversaire Usain Bolt. Hey Luis Don't Bite Me parle du footballeur Luis Suarez, souvent épinglé pour avoir mordu ses adversaires en plein match. La chanson Melania, elle, est un appel à l’aide à la Première Dame des États-Unis Melania Trump, dans laquelle Tom Rosenthal lui supplie d’intervenir dans le mandat de son époux Donald Trump. Sa collaboration avec le groupe The Michalaks, Dear Mr Amazon Lady est une pique à l’encontre de l’entreprise Amazon, son fondateur Jeff Bezos et le consumérisme excessif sur Internet.

## Dans les médias

### Films et séries
Les musiques de Tom Rosenthal ont fait leur apparition dans plusieurs séries et films. Forget Slowly, Lights are on, et Take Care ont été diffusés dans l’épisode "Alo" de la saison 6 de Skins.
Sa chanson la plus celèbre, Go Solo figure dans le film allemand Honig im Kopf (2014) le documentaire Kid Poker (2015), le documentaire Hard Knocks et le trailer du film Felix and Meira, 100 streets, ainsi que dans la docusérie Netflix The Least Expected Day: Go Solo et I Want You in My Dreams sont joués dans le film primé Where We're Meant to Be.
It's OK, autre titre notable, apparaît dans la bande-son du trailer de Comet (2014), Anesthesia (2015), L'Odyssée (2016), ainsi que dans la série télévisée française Loin de chez nous (2016, France 4).
Le documentaire The Dawn Wall (2017), de Josh Lowell et Peter Mortimer, relatant l'ascension d'El Capitan par de nouvelles voies jamais découvertes par Tommy Caldwell et Kevin Jorgeson compte le morceau Going to be wonderful parmi sa bande-originale.

## Discographie

### Singles
- 2011 :
  - Superfresh

- 2012 :
  - Christmas Quiet
- 2014 :
  - Hey Luis Don't Bite Me
- 2017 :
  - Melania
- 2018 :
  - EFTIGAFY
  - Christmas Is The Only Time I'm Home
- 2019 :
  - You Might Find Yours
  - Spring
  - Love Loosens Limbs
  - Big Pot of Hummus
  - It's Been a Year
- 2020 :
  - If We All Die Tomorrow
  - If We All Die Tomorrow (Acoustic)
  - 157
  - Hope
  - Hope (Acoustic)
  - Albert Camus
  - Jim and Dwight
  - Flourishing
- 2021 :
  - Little joys of the finite
  - Rien que toi et moi

- 2022 :
  - You Will Marry The Wrong Person
  - Train Enthusiast Enthusiast
  - Drift Along Small World
  - Call You in the Morning
  - Never Not Sunday
  - To The Forager
- 2023 :
  - World's Greatest Sleeper
  - Buried The Day
  - Beautiful Things We Saw on April 4
  - This Little Life
  - Alone in Oslo